# Mega Mindy
Mega Mindy est une série télévisée flamande destinée aux enfants en 65 épisodes de 25 minutes produite par le Studio 100, diffusée du 29 octobre 2006 à 2013 sur VRT. Elle se termine avec une mini-série de cinq épisodes diffusée à l'automne 2013. Ce personnage est interprété par Free Souffriau (nl).
Aux Pays-Bas, elle est diffusée depuis le 2 mai 2007 sur TROS. En Belgique francophone, depuis le 25 février 2009, sur Club RTL dans sa version doublée en français et depuis le 23 novembre 2009 en Italie sur la chaîne à destination de la jeunesse DeA Kids (it).

## Synopsis
Dans un village, Marie Fontaine est agent de police au côté de son collègue, l'Agent Tommy et sous les ordres du Commissaire Migraine, archétype de la mouche du coche. Elle est élevée par ses grands-parents, Papy et Mamy Fontaine, qui tiennent une confiserie. Grâce à Blip, invention de son papy Fontaine - située en arrière-boutique de la confiserie-, Marie Fontaine se transforme en Mega Mindy, héroïne qui lutte contre les malfrats qui s'attaquent au village. Le Commissaire Migraine s'attribue tous les mérites des faits d'armes de Mega Mindy, tout en minimisant son rôle, et Tommy en est amoureux, sans savoir que Marie et elle ne sont qu'une seule et même personne.

## Distribution

### Acteurs principaux

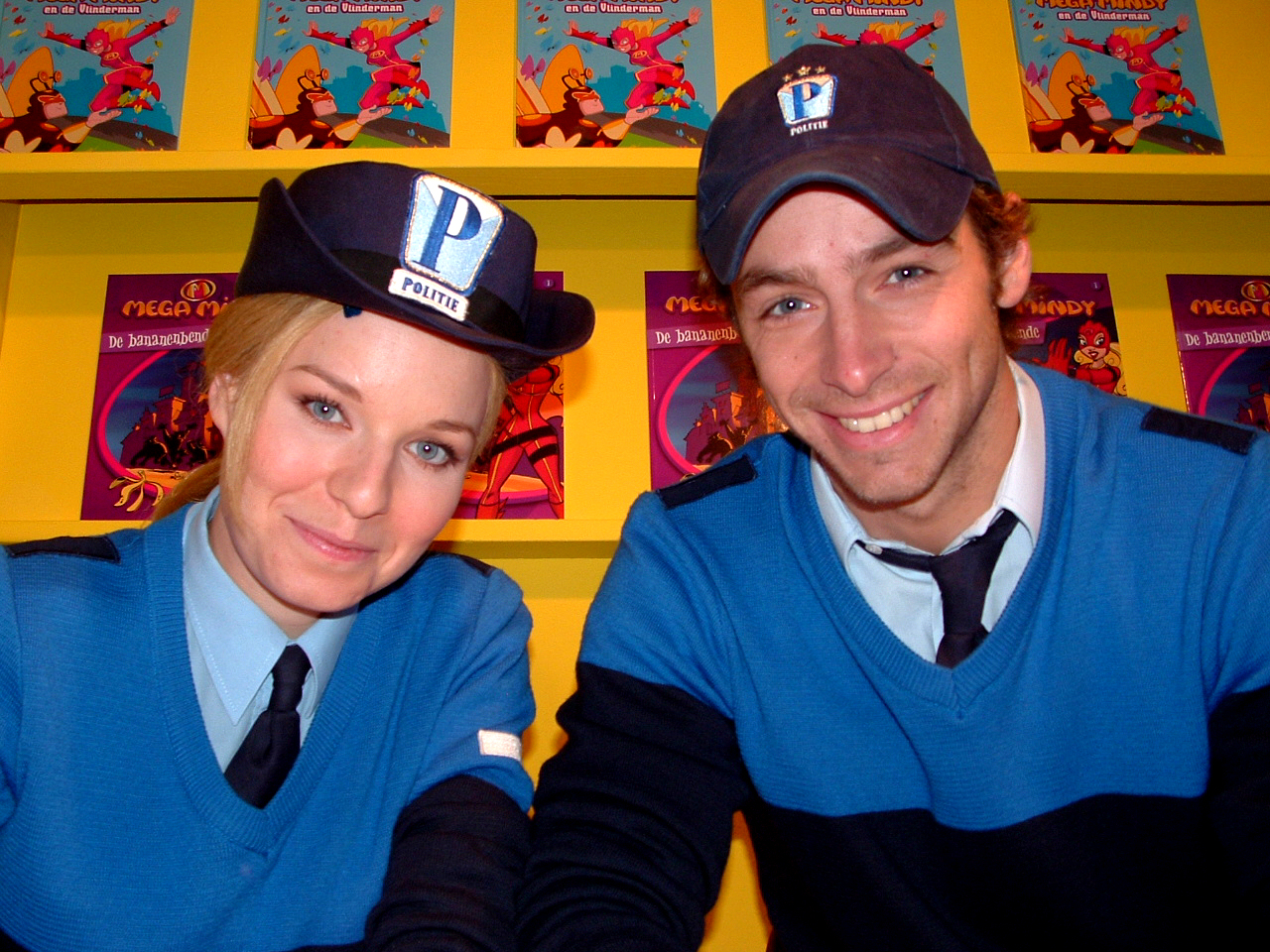
Free Souffriau et Louis Talpe au Boekenbeurs 2007, en tant que Marie Fontaine et Agent Tommy.

| Personnage                   | Nom flamand du rôle        | Acteur/actrice      | Voix en français  | Periode     |
| ---------------------------- | -------------------------- | ------------------- | ----------------- | ----------- |
| Marie Fontaine/Mega Mindy    | Mieke Fonkel/Mega Mindy    | Free Souffriau      | Élisabeth Guinand | 2006 - 2021 |
| Agent Tommy/Mega Tommy       | Agent Toby/Mega Toby       | Louis Talpe         | Mathieu Moreau    | 2006 - 2015 |
| Commissaire Camille Migraine | Commissaris Kamiel Migrain | Anton Cogen         | Martin Spinhayer  | 2007 -      |
| Commissaire Émile Migraine   | Commissaris Emiel Migrain  | Sjarel Branckaerts  | Martin Spinhayer  | 2006 - 2007 |
| Papy Fontaine                | Opa Fonkel                 | Fred Van Kuyk       | Patrick Descamps  | 2006 -      |
| Mamy Fontaine                | Oma Fonkel                 | Nicky Langley       | Rosalia Cuevas    | 2006 -      |
| Blip                         | Bliep                      | Matthias Temmermans | -                 | 2006 -      |

### Acteurs récurrents
| Personnage                              | Acteur/actrice       | Voix française | Saison                                             |
| --------------------------------------- | -------------------- | -------------- | -------------------------------------------------- |
| Baron Bernard Van Wezemael              | Bob Van Der Veken    | -              | 1-2, 3                                             |
| Butler James                            | Paul Schrijvers      | -              | 1-2                                                |
| Docteur Van Tichelt                     | Walter Quartier      | -              | 1-2                                                |
| Journaliste Angelique                   | Bianca Vanhaverbeke  | -              | 1-2, 3                                             |
| Mère Marie Migraine                     | Mariette Van Arkkels | -              | 1, 2, 3, 4                                         |
| Commissaire principal Manz              | Ivo Pauwels          | -              | 2-4                                                |
| Commandant des pompiers De Loo          | Herman Boets         | -              | 2, 4, 5 & spécial Mega Tommy tout feu tout flammes |
| Directeur du musée Philippe Den Drukker | Kurt Van Molle       | -              | 3                                                  |
| Directeur de banque                     | Ronald Van Rillaer   | -              | 3                                                  |
| Bourgmestre                             | Ron Cornet           | -              | 3-4                                                |

### Invités
- Kadèr Gürbüz (VF : Fabienne Loriaux) : Baronne Rebecca Rien de Rien (saison 2, épisode 3 : Femme fatale)

## Épisodes
- La première saison de treize épisodes a été diffusée d'octobre à décembre 2006.
- La deuxième saison de onze épisodes a été diffusée de mars à mai 2007.
- La troisième saison de quinze épisodes a été diffusée de décembre 2007 à décembre 2008.
- La quatrième saison de treize épisodes a été diffusée à partir de février 2009.
- La cinquième saison de treize épisodes a été diffusée à partir de novembre 2010.
- La sixième saison de cinq épisodes, Reis in de tijd, a été diffusée à l'automne 2013.

## Films
1. Het geheim van Mega Mindy (nl) (juillet 2009)
2. Mega Mindy et le Cristal noir (Mega Mindy en het Zwarte Kristal) (décembre 2010)
3. Mega Mindy en de Snoepbaron (nl) (décembre 2011)
4. Mega Mindy versus Rox (nl) (décembre 2015)

## Spin-off
- Mega Toby (nl) (spécial 2010)